# Ippolito (Vorname)
Ippolito, die nicht aspirierte, italienische Namensform von Hippolyt, ist ein männlicher Vorname.

## Namensträger
- Ippolito I. d’Este (1479–1520), Herzog von Ferrara, Modena und Reggio, Kardinal
- Ippolito II. d’Este (1509–1572), Erzbischof von Mailand und Lyon, Bischof von Novara, Kardinal
- Ippolito de’ Medici (1511–1535), illegitimer einziger Sohn von Giuliano di Lorenzo de’ Medici
- Ippolito de’ Rossi (1531–1591), Kardinal der Römischen Kirche
- Ippolito Aldobrandini, von 1592 bis 1605 Papst Clemens VIII.
- Ippolito Aldobrandini (1596–1638), italienischer Geistlicher, Kardinal
- Ippolito Baccusi (vor 1550–1609), italienischer Komponist
- Ippolito Borghese († 1627), italienischer Maler
- Ippolito Caffi (1809–1866), italienischer Maler
- Ippolito Costa (1506–1561), italienischer Maler der Renaissance
- Ippolito Desideri SJ (1684–1733), italienischer Missionar
- Ippolito Franconi (1593–1653), italienischer Bischof
- Ippolito Grassetti (1603–1663), italienischer Geistlicher, Jesuit
- Ippolito Monighetti (1819–1878), russischer Architekt
- Ippolito Nievo (1831–1861), italienischer Schriftsteller
- Ippolito Rosellini (1800–1843), italienischer Ägyptologe
- Ippolito Rotoli (1914–1977), italienischer Erzbischof und Diplomat
- Ippolito Sanfratello (* 1973), italienischer Eisschnellläufer